# David Hogan (snooker)
David Hogan, irski igralec snookerja, * 7. maj 1988.

## Kariera
Hogan se je prvič pridružil svetovni karavani v sezoni 2009/10, potem ko si je mesto njej zagotovil z zmago na EBSA Evropskem prvenstvu 2009.

## Osvojeni turnirji

### Amaterski turnirji
- EBSA Evropsko prvenstvo - 2009